# ローマ帝国の崩壊・一八八一年のインディアン蜂起・ヒットラーのポーランド侵入・そして強風世界
『ローマ帝国の崩壊・一八八一年のインディアン蜂起・ヒットラーのポーランド侵入・そして強風世界』（ローマていこくのほうかい・せんはっぴゃくはちじゅういちねんのインディアンほうき・ヒットラーのポーランドしんにゅう・そしてきょうふうせかい）は、村上春樹の短編小説。

## 概要
| 初出     | 『月刊カドカワ』1986年1月号             |
| 収録書籍 | 『パン屋再襲撃』（文藝春秋、1986年4月） |

村上の著作の中で最初にドイツ語に訳された作品である。本作が発表された翌年の1987年、「Der Untergang des Römischen Reiches - Der Indianeraufstand von 1881 - Hitlers Einfall in Polen - Und die Sturmwelt」のタイトルで文芸誌『Neue Rundschau』に掲載された。翻訳はユルゲン・シュタルフ。

### 英訳
| タイトル | The Fall of the Roman Empire, the 1881 Indian Uprising, Hitler's Invasion of Poland, and the Realm of Raging Winds |
| 翻訳     | アルフレッド・バーンバウム                                                                                         |
| 初出     | 『The Magazine』1988年3月号                                                                                        |
| 収録書籍 | 『The Elephant Vanishes』（クノップフ社、1993年3月）                                                               |

## あらすじ
風が吹きはじめたことに気づいたのは日曜日の午後のことだった。風は「僕」の知らないあいだに勢いを増してきたらしい。なぜなら午前10時48分に洗濯ものをベランダに干したときには、風なんてぴくりとも吹いていなかったからだ。台所のテーブルの前に座って一週間分の日記をつけていると電話が鳴った。
電話のベルが鳴ったとき、時計は2時36分を指していた。ガール・フレンドと思って受話器をとったが、そこから聞こえてくるのは激しい風音だけだった。ぷつんとその電話は切れ、「僕」は日記のつづきにとりかかった。昨日は夕食のあとで映画館に入ってメリル・ストリープの『ソフィーの選択』を観たのだった。
先週分の日記をぜんぶつけ終え、ショスタコヴィッチのチェロ・コンチェルトを聴きながら窓の外の風景を眺めていると、また電話のベルが鳴った。目覚まし時計は3時48分を指していた。ガール・フレンドは電話で、これからカキ鍋の材料を持ってそちらに行きたいんだけどかまわないかと言った。
「でも、どうしたの？ 風の音が聞こえないね」と「僕」が尋ねると、彼女は「中野では3時25分にやんだから、もうそろそろそちらでもやむんじゃないかしら？」と言った。
風はガール・フレンドが予告したように4時5分前にぱたりとやんだ。